# Hirtobrasilianus
Hirtobrasilianus es un género de escarabajos longicornios.
Las especies de este género se han registrado en varios países de América del Sur.

## Especies
- Hirtobrasilianus matogrossensis (Fragoso, 1971)
- Hirtobrasilianus seabrai Fragoso & Tavakilian, 1985
- Hirtobrasilianus villiersi Fragoso & Tavakilian, 1985